# 26 Pułk Artylerii Polowej (USA)
26 pułk artylerii polowej (ang. 26th Field Artillery Regiment) – pułk artylerii armii Stanów Zjednoczonych utworzony w 1918 roku.

## Struktura organizacyjna
Skład 2020
- bateria A – 41 Brygada Artylerii Polowej[1]
- bateria B – 212 Brygada Artylerii Polowej (nieaktywna)[2]
- bateria C – 75 Brygada Artylerii Polowej[3]
- bateria D – 18 Brygada Artylerii Polowej[4]
- bateria F – 17 Brygada Artylerii Polowej[5]
- bateria H – 214 Brygada Artylerii[6]

## Historia
Jednostka ukonstytuowana 5 lipca 1918 w Armii Narodowej jako 26 pułk artylerii polowej w składzie 9 Dywizji. Zdolność bojową osiągnął 2 sierpnia 1918 w Camp McClellan w Alabamie, gdzie 9 lutego został zdemobilizowany. Ponownie odtworzony 24 marca 1923 w regularnej armii jako 26 pułk artylerii polowej i 22 lipca 1929 przydzielony do 5 Dywizji.

## Kampanie i wyróżnienia
| Teatr działań wojennych Konflikt | Kampania | Medal | Wstęga | Inskrypcja                                    |
| -------------------------------- | --- | --- | ------ | --------------------------------------------- |
| II wojna światowa                | Algieria-Maroko Francuskie Tunezja Sycylia Normandia północna Francja Nadrenia Europa Środkowa | |        |                                               |
| Wojna wietnamska                 | Kontrofensywa, faza II Kontrofensywa, faza III Kontrofensywa Tết Kontrofensywa, faza IV Kontrofensywa, faza V Kontrofensywa, faza VI Tết 69 / Kontrofensywa Lato-jesień 1969 Zima-wiosna 1970 Sanctuary CounterOffensive Kontrofensywa VII Consolidation I | Presidential Unit Citation – baretka wojsk lądowych · Presidential Unit Citation – baretka marynarki · Meritorious Unit Commendation |        | BINH THUAN PROVINCE VIETNAM 1967 VIETNAM 1968 |
| Azja Południowo-Zachodnia        | Operacja Pustynna Burza Wojna z terroryzmem | |        |                                               |

- belgijski Fourragere 1940
- Wymienienie w rozkazie w święto armii belgijskiej za działania wzdłuż rzeki Mozy
- Wymienienie w rozkazie w święto armii belgijskiej zadziałania w Ardenach